# Juan Alberto Aguilar
Juan Alberto Aguilar García (Siviglia, 6 gennaio 1988) è un ex cestista spagnolo.

## Palmarès
- Copa Príncipe de Asturias: 1

Atapuerca Burgos: 2013